# Antioh iz Askalona
Antioh, iz Aškelona, grčki filozof i učitelj iz rimskog razdoblja (1. stoljeće pr. Kr.).